# Kościół św. Bartłomieja Apostoła w Porębie Spytkowskiej
Kościół św. Bartłomieja Apostoła w Porębie Spytkowskiej – rzymskokatolicki kościół parafialny, znajdujący się w miejscowości Poręba Spytkowska, w powiecie brzeskim województwa małopolskiego.

## Historia kościoła
Kościół został zbudowany w XVI wieku (istniał już w 1565). Bywał kilkakrotnie odnawiany i przekształcany, między innymi w 1893. W tym czasie zapewne obniżono dachy i wzniesiono wieżyczkę na sygnaturkę. W 1921 dobudowano kruchty, a w 1938 nową zakrystię.
Kościół św. Bartłomieja Apostoła to świątynia gotycka, jednonawowa, o silnie zatartych cechach stylowych, z kamienia i cegły, otynkowana, kryta dachówką. Wnętrze nakryte jest stropami. Na zewnątrz w narożach kościoła szkarpy, przy prezbiterium wydatne, skośne, prostopadłe. Dachy siodłowe, nad nawą wieżyczka na sygnaturkę z latarnią i ostrosłupową iglicą. Drzwi do zakrystii okute, w wejściu do nawy zamek z 1585. Wewnątrz świątyni są trzy ołtarze barokowo-klasycystyczne z XIX wieku - w głównym figura NMP Niepokalanie Poczętej i obraz św. Bartłomieja. Chrzcielnica kamienna, późnorenesansowa, pochodzi z 1620.
Obok kościoła stoi drewniana dzwonnica, zbudowana zapewne w XVII w., konstrukcji słupowej, szalowana, o ścianach zwężających się ku górze, z nadwieszoną izbicą; dach namiotowy, gontowy. Dzwony niewiadomego odlewu.